# Lista siturilor arheologice din județul Giurgiu - A
Lista siturilor arheologice din județul Giurgiu - A conține toate siturile arheologice din județul Giurgiu înscrise în Repertoriul Arheologic Național (RAN) și aflate în localități al căror nume începe cu litera A. RAN este administrat de Ministerul Culturii și Patrimoniului Național și cuprinde date științifice, cartografice, topografice, imagini și planuri, precum și orice alte informații privitoare la zonele cu potențial arheologic, studiate sau nu, încă existente sau dispărute.
Puteți căuta un sit din localitățile care încep cu litera A folosind formularul de mai jos sau puteți naviga prin toate siturile din județ la Lista siturilor arheologice din județul Giurgiu.
| Cod RAN                                   | Denumire | Localitate                                      | Adresă      | Datare                                 | Descoperit | Coordonate                                    | Imagine           | Erori            |
| ----------------------------------------- | --- | ----------------------------------------------- | ----------- | -------------------------------------- | ---------- | --------------------------------------------- | ----------------- | ---------------- |
| 100790.01.01 (Cod LMI: GR-I-m-B-14758.03) | Situl arheologic de la Adunații-Copăceni - "Dăneasca" / ansamblu anonim (Categorie: locuire civilă) (Tip: Așezare)  | sat Adunații-Copăceni, comuna Adunații-Copăceni | Dăneasca    | Glina                                  |            | 44°17′00″N 26°05′00″E / 44.28333°N 26.08333°E | Încărcați imagine | Raportați eroare |
| 100790.01.02 (Cod LMI: GR-I-m-B-14758.02) | Situl arheologic de la Adunații-Copăceni - "Dăneasca" / ansamblu anonim (Categorie: locuire civilă) (Tip: Așezare)  | sat Adunații-Copăceni, comuna Adunații-Copăceni | Dăneasca    | geto-dacică sec. II - I a. Chr.        |            | 44°17′00″N 26°05′00″E / 44.28333°N 26.08333°E | Încărcați imagine | Raportați eroare |
| 100790.01.04 (Cod LMI: GR-I-s-B-14758)    | Situl arheologic de la Adunații-Copăceni - "Dăneasca" / ansamblu anonim (Categorie: locuire civilă) (Tip: Așezare)  | sat Adunații-Copăceni, comuna Adunații-Copăceni | Dăneasca    | Sântana de Mureș - Cerneahov           |            | 44°17′00″N 26°05′00″E / 44.28333°N 26.08333°E | Încărcați imagine | Raportați eroare |
| 100790.01.06 (Cod LMI: GR-I-m-B-14758.01) | Situl arheologic de la Adunații-Copăceni - "Dăneasca" / ansamblu anonim (Categorie: locuire civilă) (Tip: Așezare)  | sat Adunații-Copăceni, comuna Adunații-Copăceni | Dăneasca    | sec. XVIII                             |            | 44°17′00″N 26°05′00″E / 44.28333°N 26.08333°E | Încărcați imagine | Raportați eroare |
| 100790.01.03 (Cod LMI: GR-I-m-B-14758.03) | Situl arheologic de la Adunații-Copăceni - "Dăneasca" / ansamblu anonim (Categorie: locuire civilă) (Tip: Așezare)  | sat Adunații-Copăceni, comuna Adunații-Copăceni | Dăneasca    | Tei - IV                               |            | 44°17′00″N 26°05′00″E / 44.28333°N 26.08333°E | Încărcați imagine | Raportați eroare |
| 100790.01.05 (Cod LMI: GR-I-s-B-14758)    | Situl arheologic de la Adunații-Copăceni - "Dăneasca" / ansamblu anonim (Categorie: locuire civilă) (Tip: Așezare)  | sat Adunații-Copăceni, comuna Adunații-Copăceni | Dăneasca    | Dridu                                  |            | 44°17′00″N 26°05′00″E / 44.28333°N 26.08333°E | Încărcați imagine | Raportați eroare |
| 100790.02.01                              | Situl arheologic de la Adunații-Copăceni-La CAP / ansamblu anonim (Categorie: locuire) (Tip: așezare)               | sat Adunații-Copăceni, comuna Adunații-Copăceni | La CAP      | sec. II - I î. Chr.                    |            |                                               | Încărcați imagine | Raportați eroare |
| 100790.02.02                              | Situl arheologic de la Adunații-Copăceni-La CAP / ansamblu anonim (Categorie: locuire) (Tip: Locuire)               | sat Adunații-Copăceni, comuna Adunații-Copăceni | La CAP      | Sântana de Mureș - Cerneahov sec. IV-V |            |                                               | Încărcați imagine | Raportați eroare |
| 100790.03.01                              | Așezarea Sântana de Mureș de la Adunații-Copăceni-La Porcărie / ansamblu anonim (Categorie: locuire) (Tip: așezare) | sat Adunații-Copăceni, comuna Adunații-Copăceni | La Porcărie | Sântana de Mureș - Cerneahov           |            |                                               | Încărcați imagine | Raportați eroare |
| 100790.04.01                              | Așezarea Sântana de Mureș de la Adunații-Copăceni-La Vie / ansamblu anonim (Categorie: locuire) (Tip: așezare)      | sat Adunații-Copăceni, comuna Adunații-Copăceni | La Vie      | Sântana de Mureș - Cerneahov           |            |                                               | Încărcați imagine | Raportați eroare |
| 100790.05.01                              | Situl arheologic de la Adunații-Copăceni-La Pod / ansamblu anonim (Categorie: locuire) (Tip: așezare)               | sat Adunații-Copăceni, comuna Adunații-Copăceni | La Pod      | Sântana de Mureș - Cerneahov           |            |                                               | Încărcați imagine | Raportați eroare |
| 100790.05.02                              | Situl arheologic de la Adunații-Copăceni-La Pod / ansamblu anonim (Categorie: locuire) (Tip: așezare)               | sat Adunații-Copăceni, comuna Adunații-Copăceni | La Pod      | sec. XVIII                             |            |                                               | Încărcați imagine | Raportați eroare |
| 100790.06.01                              | Situl arheologic de la Adunații-Copăceni-La livadă / ansamblu anonim (Categorie: locuire) (Tip: așezare)            | sat Adunații-Copăceni, comuna Adunații-Copăceni | La livadă   | Tei - III                              |            |                                               | Încărcați imagine | Raportați eroare |
| 100790.06.02                              | Situl arheologic de la Adunații-Copăceni-La livadă / ansamblu anonim (Categorie: locuire) (Tip: așezare)            | sat Adunații-Copăceni, comuna Adunații-Copăceni | La livadă   | Dridu                                  |            |                                               | Încărcați imagine | Raportați eroare |